# Isidor Rayner
Isidor Rayner, född 11 april 1850 i Baltimore, Maryland, död 25 november 1912 i Washington, D.C., var en amerikansk demokratisk politiker. Han representerade delstaten Marylands fjärde distrikt i USA:s representanthus 1887–1889 och 1891–1895. Han representerade Maryland i USA:s senat från 1905 fram till sin död.
Rayner studerade vid University of Maryland, Baltimore och University of Virginia. Efter juridikstudier inledde han 1871 sin karriär som advokat i Maryland.
Rayner efterträdde 1887 John Van Lear Findlay som kongressledamot. Han ställde upp för omval i kongressvalet 1888 men besegrades av republikanen Henry Stockbridge. Rayner tillträdde 1891 på nytt som kongressledamot. Han efterträddes 1895 av John Kissig Cowen.
Rayner tjänstgjorde som delstatens justitieminister (Attorney General of Maryland) 1899–1903. Han efterträdde 1905 Louis E. McComas som senator för Maryland. Han avled 1912 i ämbetet och efterträddes av William P. Jackson.
Rayner var judisk. Han gravsattes på Rock Creek Cemetery i Washington, D.C.